# Polígon industrial

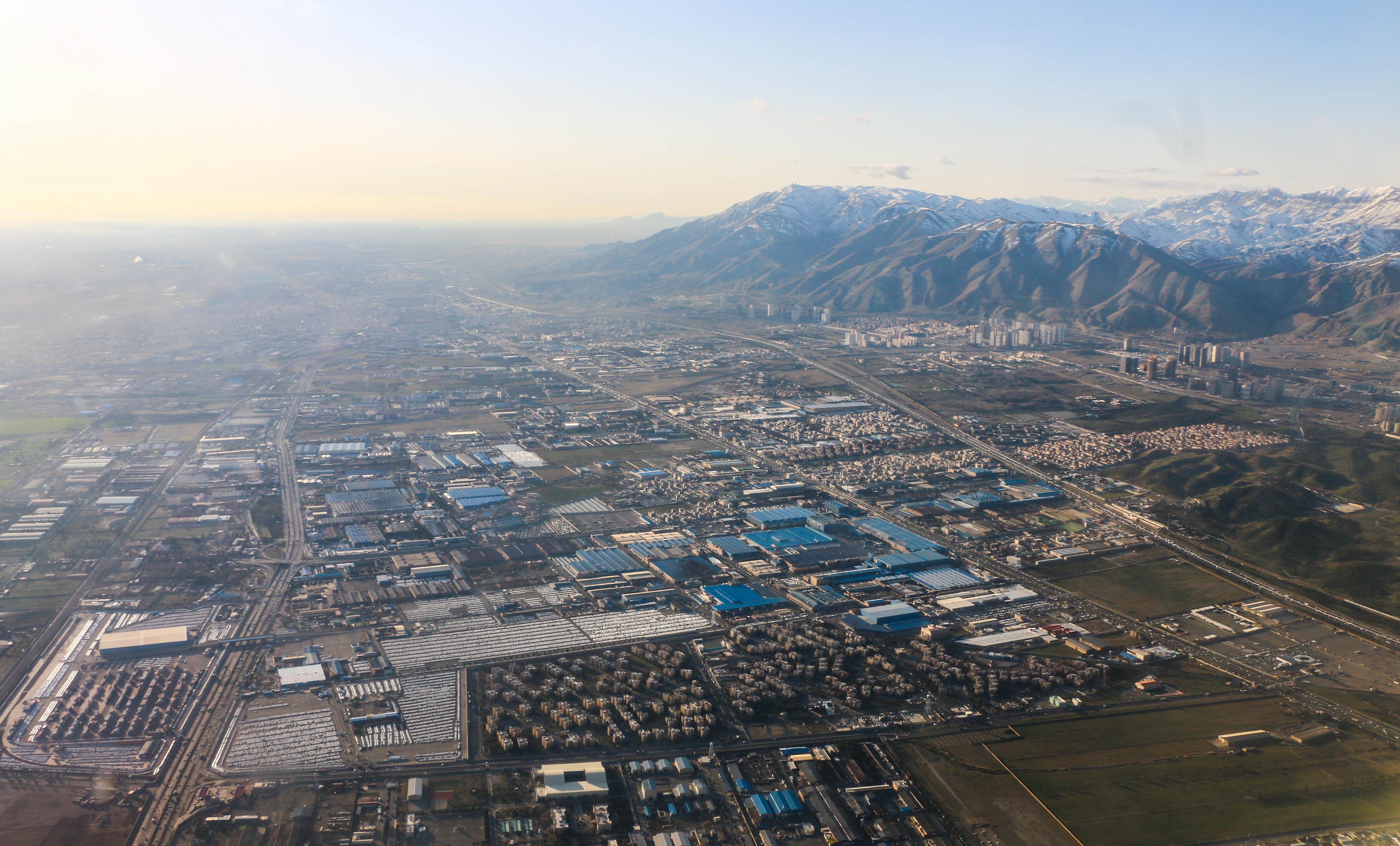
Imatge d'un polígon industrial.

Un polígon industrial és una àrea especialitzada on es localitzen les empreses i les indústries segons una planificació urbanística prèvia. La ubicació de les empreses en els polígons industrials els permet optimitzar les infraestructures i els serveis comuns i configurar espais que s'adaptin als requeriments específics d'aquests sectors econòmics.
Els polígons industrials es localitzen en punts determinats del territori buscant un seguit d'avantatges: disponibilitat d'espai a bon preu, bones comunicacions i accessibilitat a les xarxes de distribució, proximitat a centres de serveis, etc. Des de l'inici del segle xx, es va adverar que una bona connexió a les xarxes de comunicacions és tant crític per l'èxit d'un polígon que les xarxes materials.
Hi ha diversos tipus de polígons industrials segons les activitats que s'hi desenvolupen: polígons especialitzats en la transformació de matèries primeres, polígons semiindustrials (que, a més de transformar desenvolupen recerca i desenvolupament, polígons dedicats a la logística, etc.) Aquesta diversitat fa que cada vegada es tendeixi més a parlar de sectors d'activitat econòmica per referir-se als polígons industrials.

## Beneficis

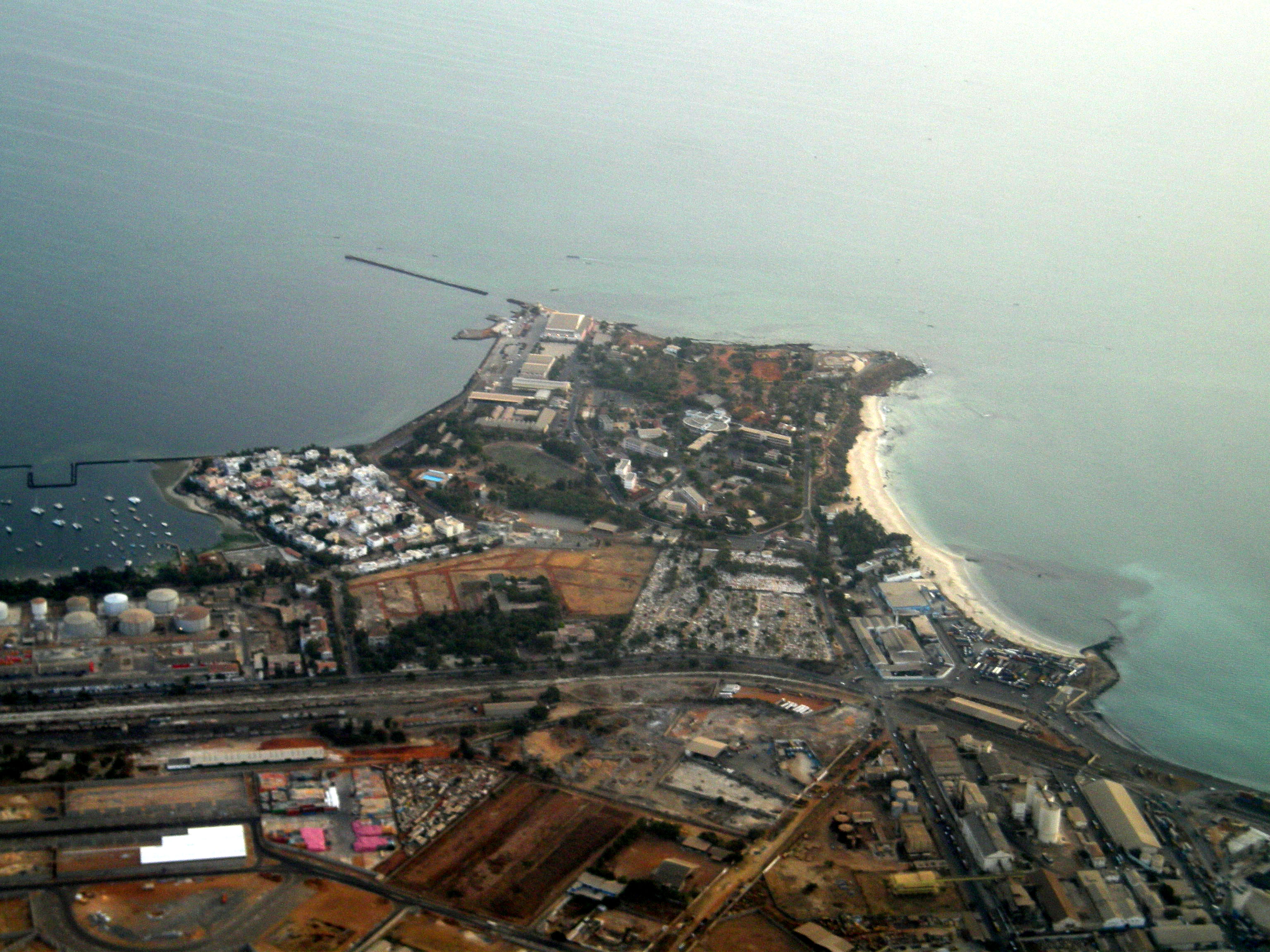
La zona industrial de Dakar, Senegal

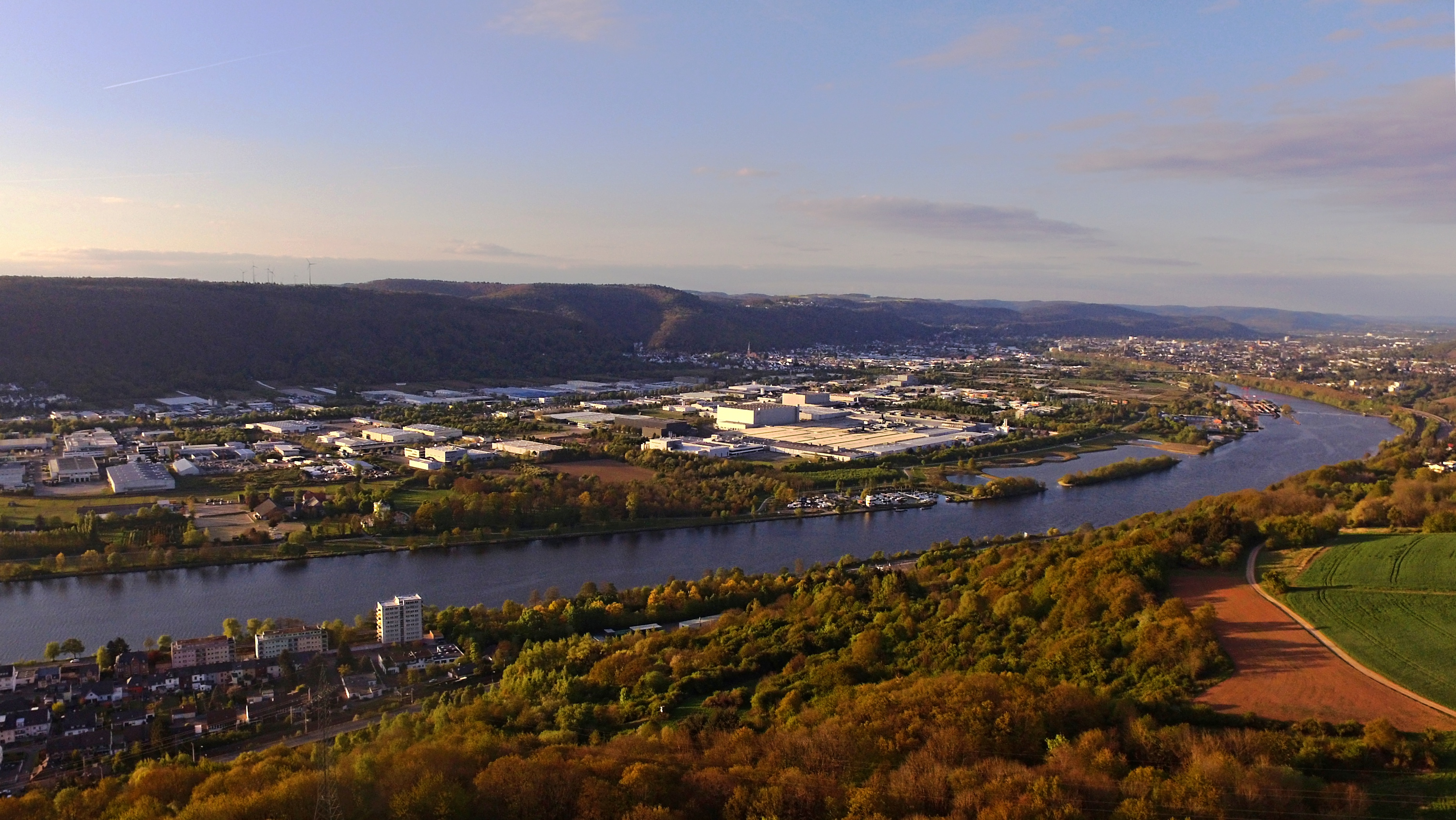
La zona industrial de Trèveris, Alemanya

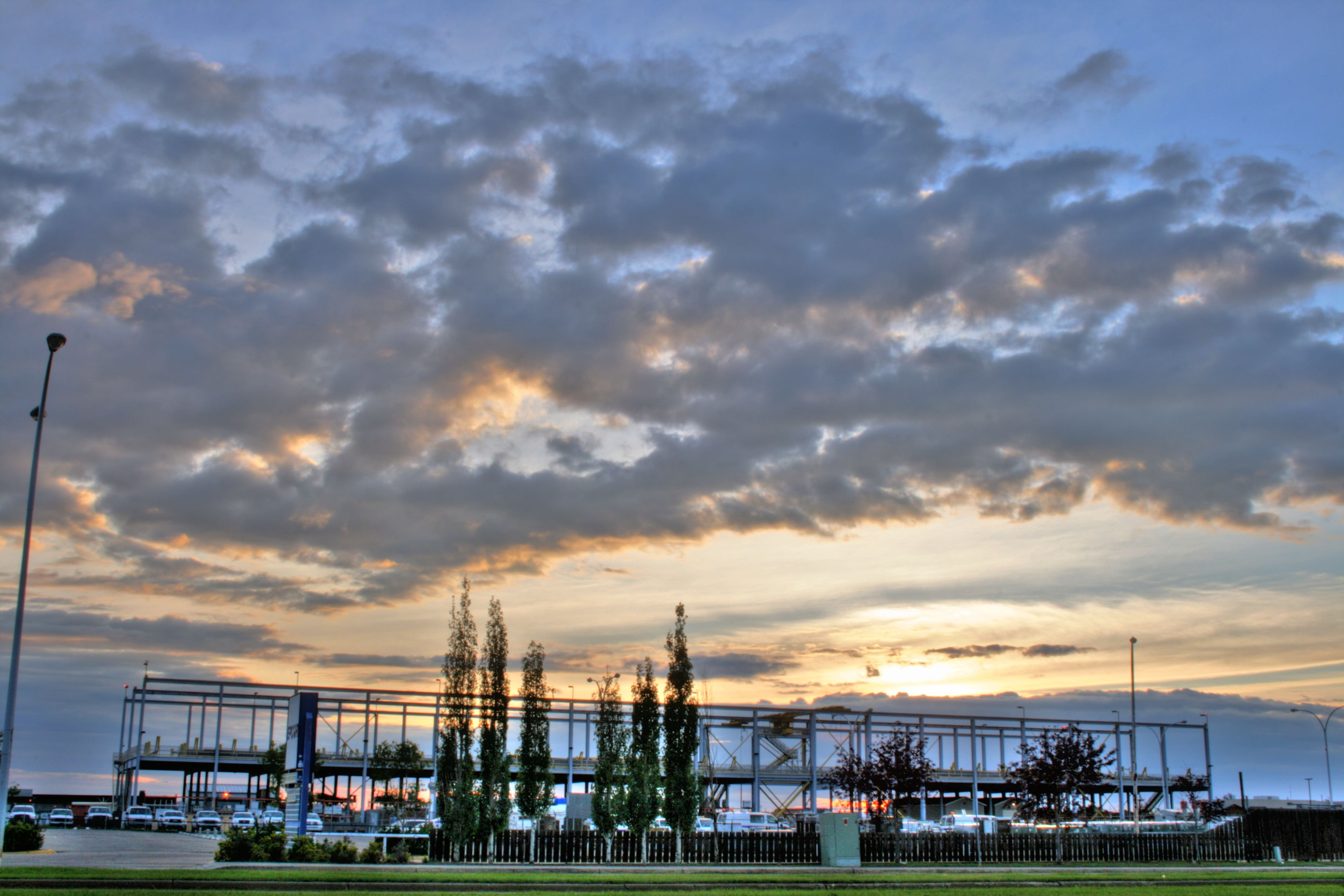
Part del complex industrial de l' aeroport municipal d'Edmonton, Canadà

Els polígons industrials solen estar situats a les vores o fora de les zones residencials principals d'una ciutat i normalment disposen d'un bon accés de transport, incloent carretera i ferrocarril. Un d'aquests exemples és el gran nombre de polígons industrials situats al llarg del riu Tàmesi a la zona de Thames Gateway de Londres. Els polígons industrials solen estar situats a prop d'instal·lacions de transport, especialment on coincideixen més d'un mode de transport, incloses les autopistes, els ferrocarrils, els aeroports i els ports. Una altra característica comuna d'un parc industrial nord-americà és una torre d'aigua, que ajuda a contenir prou aigua per satisfer les demandes del parc i amb finalitats de lluita contra incendis, i també anuncia el parc industrial i la localitat, ja que normalment el nom i el logotip de la comunitat estan pintats al seu superfície.

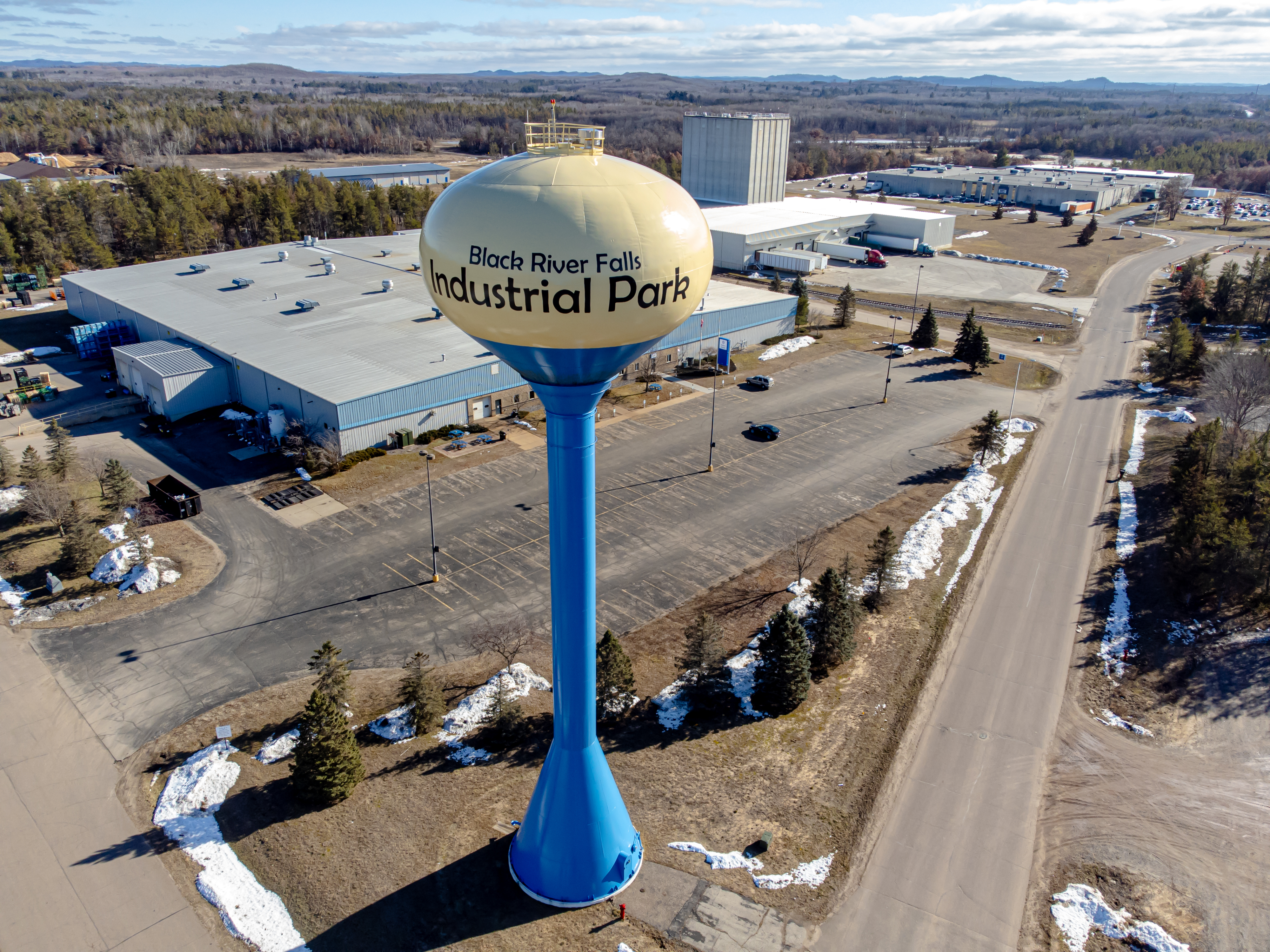
Torre d'aigua del polígon industrial de Black River Falls

Aquesta idea de reservar terrenys mitjançant aquest tipus de zonificació té diverses finalitats:
- En concentrar la infraestructura dedicada en una àrea delimitada, per reduir el cost per negoci d'aquesta infraestructura. Aquesta infraestructura inclou carreteres, vies de ferrocarril, ports, subministraments elèctrics d'alta potència (sovint incloent energia elèctrica trifàsica), cables de comunicacions de gamma alta, subministraments d'aigua de gran volum i línies de gas de gran volum.[5]
- Atreure nous negocis proporcionant una infraestructura integrada en un sol lloc.
- Elegibilitat dels polígons industrials per a les prestacions.[6][7]
- Distingir els usos industrials de les zones urbanes[8] per intentar reduir l'impacte ambiental i social dels usos industrials.
- Preveure controls ambientals localitzats específics de les necessitats d'una zona industrial.

## Comparativa
Per a les empreses manufactureres ubicades en polígons industrials, el rendiment dels operadors de polígons industrials és important, ja que els costos d'infraestructures i serveis que cobra l'operador del polígon industrial són un factor greu per a la competitivitat de les empreses manufactureres.

## Crítiques
Els diferents polígons industrials compleixen aquests criteris en diferents graus. Moltes comunitats petites han establert polígons industrials amb només accés a una carretera propera i només amb els serveis bàsics i les carreteres. Les opcions de transport públic poden ser limitades o inexistents.
Els polígons industrials de països en desenvolupament com el Pakistan s'enfronten a una infinitat de dificultats addicionals. Això inclou la disponibilitat d'una mà d'obra qualificada i l'agrupació de sectors industrials radicalment diferents (farmacèutica i enginyeria pesada, per exemple), que sovint condueixen a resultats desfavorables per a les indústries centrades en la qualitat.

## Variacions
Un polígons industrial especialitzat en biotecnologia s'anomena polígons industrial de biotecnologia. També pot ser conegut com a parc bioindustrial o clúster ecoindustrial.
Hi ha fàbriques aplanades a ciutats com Singapur i Hong Kong, on la terra és escassa. Aquests solen ser similars als pisos, però alberguen indústries individuals. Les fàbriques aplanades tenen ascensors de càrrega i carreteres que donen servei a cada nivell, donant accés a cada lot de fàbrica.